# USS F-4 (SS-23)
USS F-4 (SS-23) – amerykański okręt podwodny typu F zwodowany 6 stycznia 1912 roku w stoczni Moran Brothers jako USS "Skate". Przyjęty do służby w United States Navy 3 maja 1913 roku, pod zmienioną 17 listopada 1911 roku nazwą USS F-4 (SS-23). 25 marca 1915 roku zatonął prawdopodobnie w wyniku eksplozji akumulatorów, stając się pierwszą jednostka US Navy tej klasy utracona w morzu.